# Selaön

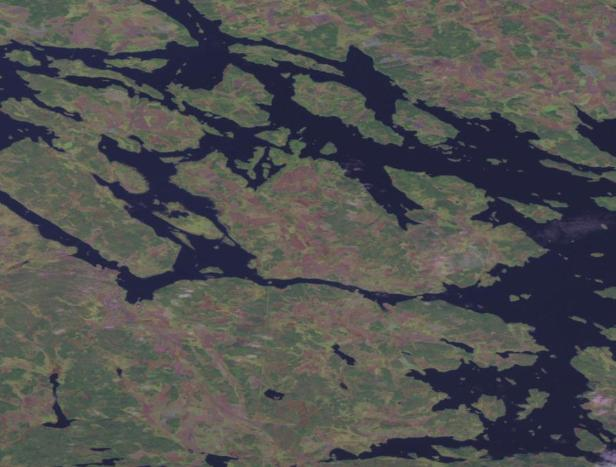
Satellietfoto

Selaön is het grootste eiland in het Zweedse Mälarmeer. Het eiland ligt ten oosten van Strängnäs. Er wonen ongeveer 3000 mensen.
Het eiland is met een brug verbonden met het vasteland.
Het Mälsåker-kasteel ligt op het eiland.